# Grąd środkowoeuropejski
Grąd środkowoeuropejski (Galio-Carpinetum betuli Oberd. 1957, Galio sylvatici-Carpinetum) – syntakson w randze zespołu roślinności, rodzaj lasu grądowego.
Występuje w zachodniej Polsce (poza Pojezierzem Pomorskim). Oprócz gatunków charakterystycznych dla wszystkich grądów, takich jak grab pospolity (Carpinus betulus), lipa drobnolistna (Tilia cordata) i dąb szypułkowy (Quercus robur) w warstwie A (drzewostan) występuje ponadto buk pospolity (Fagus sylvatica), w podszycie jarząb brekinia (Sorbus torminalis), klon polny (Acer campestre) oraz róża polna (Rosa arvensis).
Gatunki charakterystyczne dla zespołu:
- przytulia leśna − Galium sylvaticum
- turzyca cienista − Carex umbrosa
- jaskier różnolistny − Ranunculus auricomus
- grab zwyczajny − Carpinus betulus

Gatunki wyróżniające dla zespołu:
- klon polny − Acer campestre
- kostrzewa różnolistna − Festuca heterophylla[1]

charakterystyczna kombinacja gatunków
ChAss.: klon polny (Acer campestre), turzyca cienista (Carex umbrosa), świerząbek gajowy (Chaerophyllum temulentum), przytulia leśna (Galium sylvaticum), jaskier różnolistny (Ranunculus auricomus)
ChAll.: turzyca orzęsiona (Carex pilosa), turzyca cienista (Carex umbrosa), grab pospolity (Carpinus betulus), wiśnia ptasia (Prunus avium), kupkówka Aschersona (Dactylis aschersoniana), przytulia Schultesa (Galium schultesii), przytulia leśna (Galium sylvaticum), gwiazdnica wielkokwiatowa (Stellaria holostea), lipa drobnolistna (Tilia cordata)
ChO. : piżmaczek wiosenny (Adoxa moschatellina), czosnek niedźwiedzi (Allium ursinum), zawilec żółty (Anemone ranunculoides), sałatnica leśna (Aposeris foetida), kopytnik pospolity (Asarum europaeum), jarzmianka większa (Astrantia major), żórawiec falisty (Atrichum undulatum), turzyca leśna (Carex sylvatica), kokorycz pusta (Corydalis cava), kokorycz wątła (Corydalis intermedia), kokorycz drobna (Corydalis pumila), wawrzynek wilczełyko (Daphne mezereum), nerecznica samcza (Dryopteris filix-mas), wilczomlecz migdałolistny (Euphorbia amygdaloides), wilczomlecz słodki (Euphorbia dulcis), dzióbkowiec bruzdowany (Eurhynchium striatum), ziarnopłon wiosenny (Ficaria verna), złoć mała (Gagea minima), gajowiec żółty (Lamiastrum galeobdolon), przytulia wonna (Galium odoratum), niecierpek pospolity (Impatiens noli-tangere), zdrojówka rutewkowata (Isopyrum thalictroides), groszek wiosenny (Lathyrus vernus), lilia złotogłów (Lilium martagon), tojeść gajowa (Lysimachia nemorum), szczyr trwały (Mercurialis perennis), prosownica rozpierzchła (Milium effusum), gnieźnik leśny (Neottia nidus-avis), czworolist pospolity (Paris quadrifolia), zerwa kłosowa (Phyteuma spicatum), kokoryczka wielokwiatowa (Polygonatum multiflorum), pierwiosnek wyniosły (Primula elatior), miodunka ćma (Pulmonaria obscura), miodunka plamista (agg.) (Pulmonaria officinalis), jaskier kaszubski (Ranunculus cassubicus), jaskier kosmaty (Ranunculus lanuginosus), żankiel zwyczajny (Sanicula europaea), trędownik bulwiasty (Scrophularia nodosa), czyściec leśny (Stachys sylvatica), przetacznik górski (Veronica montana), fiołek leśny (Viola reichenbachiana)
ChCl.: klon polny (Acer campestre), klon pospolity (Acer platanoides), podagrycznik pospolity (Aegopodium podagraria), zawilec gajowy (Anemone nemorosa), kłosownica leśna (Brachypodium sylvaticum), dzwonek pokrzywolistny (Campanula trachelium), turzyca palczasta (Carex digitata), leszczyna pospolita (Corylus avellana), kruszczyk szerokolistny (Epipactis helleborine), trzmielina zwyczajna (Euonymus europaeus), trzmielina brodawkowata (Euonymus verrucosus), jesion wyniosły (Fraxinus excelsior), przylaszczka pospolita (Hepatica nobilis), łuskiewnik różowy (Lathraea squamaria), wiciokrzew suchodrzew (Lonicera xylosteum), perłówka zwisła (Melica nutans), wiechlina gajowa (Poa nemoralis), jaskier różnolistny (Ranunculus auricomus), porzeczka alpejska (Ribes alpinum), szałwia lepka (Salvia glutinosa), cebulica dwulistna (Scilla bifolia).